# Stenothoe monoculoides
Stenothoe monoculoides is een vlokreeftensoort uit de familie van de Stenothoidae. De wetenschappelijke naam van de soort werd in 1815 voor het eerst geldig gepubliceerd door George Montagu.